# Bombardements de Zaporijjia
Cet article concerne les bombardements à Zaporijjia même et en périphérie. Pour la prise de contrôle par les forces russes de la centrale nucléaire de Zaporijjia située à Enerhodar, voir Siège d'Enerhodar.
Pour les articles homonymes, voir Zaporijjia (homonymie).
Pour un article plus général, voir Offensive du Sud de l'Ukraine.
Invasion de l'Ukraine par la Russie de 2022
Batailles
Offensive de Kiev (Jytomyr, Kiev) : 
- 1re Hostomel
- Tchernobyl
- Ivankiv
- Kiev
- 2e Hostomel
- Vassylkiv
- Boutcha
- Irpin
  - Bombardement de réfugiés
- Jytomyr
- Mochtchoun
- Makariv
- Brovary

Offensive du Nord (Tchernihiv, Soumy) :
- Hloukhiv
- Slavoutytch
- Bombardements
- Soumy
- Trostianets
- Tchernihiv
- Okhtyrka
- Lebedyn
- Konotop
- Romny
- Desna
- Escarmouches frontalières

Russie  (Briansk, Belgorod) :
- Incursions en Russie occidentale
  - Oblast de Briansk
  - Oblasts de Belgorod et de Koursk
    - Incursions de 2024

  - Bombardement de Belgorod
- Oblast de Koursk (août 2024)

Campagne de l'Est (Donetsk, Louhansk, Kharkiv)
Kharkiv :
- 1re Kharkiv
  - Tchouhouïv
  - Bombardements : en février
  - en mars
  - en avril
  - du bâtiment administratif
- Izioum
- 2e Kharkiv
  - Balaklia
  - 1re Koupiansk
  - Chevtchenkove
- 3e Kharkiv

Nord du Donbass:
- Starobilsk
- Sloviansk
  - Dovhenke
  - 1re Lyman
  - Sviatohirsk
  - Bohorodychne et Krasnopillia
  - Bombardements : Bilohorivka
  - Kramatorsk
- Sievierodonetsk
  - Kreminna
  - Donets
  - Roubijné
  - Popasna
  - Tochkivka
  - Massacre
- Lyssytchansk
- 2e Kharkiv
  - Balaklia
  - 1re Koupiansk
  - Chevtchenkove
  - 2e Lyman
- Oblast de Louhansk
  - Ligne Svatove-Kreminna
  - Serebryansky
  - 2e Koupiansk

 Centre du Donbass:
- Horlivka
- Popasna
- Svitlodarsk
- Bakhmout
  - Soledar
- Siversk
- Tchassiv Iar
- Toretsk

Sud du Donbass :
- Volnovakha
- Marioupol
  - Bombardements : de l'hôpital
  - du théâtre
  - de l'école d'art
- Pisky
- Vouhledar
  - Pavlivka
- Marïnka
- Contre-offensive de 2023
- Avdiïvka
- Novomykhaïlivka
- Pokrovsk
  - Krasnohorivka
  - Toretsk
- Bombardements :
- Makiïvka
- Donetsk

Campagne du Sud (Mykolaïv, Kherson, Zaporijjia)
- 1re Kherson
- Odessa
- Melitopol
- Mykolaïv
  - Bombardements : à fragmentation
  - du bâtiment administratif
- 1re Berdiansk
- Zaporijjia
- Tchornobaïvka
- Enerhodar
- Voznessensk
- Houliaïpole
- Davydiv Brid
- 2e Berdiansk
- Nova Kakhovka
- 2e Kherson
  - Doudtchany
- Dniepr
- Tchoulakivka
- Contre-offensive de 2023
  - Robotyne

Frappes aériennes dans l'Ouest et le Centre de l'Ukraine
- Lviv (02/2022)
- Vinnytsia (03/2022)
- Yavoriv (03/2022)
- Deliatyne (03/2022)
- Dnipro

Guerre navale
- Île des Serpents (02/2022)
- Moskva (04/2022)

Attaques en Crimée
- Novofedorivka (08/2022)
- Djankoï (08/2022)
- Pont de Crimée (10/2022)
- Base navale de Sébastopol (10/2022)
- Pont de Crimée (07/2023)
- Base navale de Sébastopol (09/2023)

Débordement
- Aéroport de Millerovo
- Sabotages en Russie
- Attaques en Transnistrie
- Sabotage des gazoducs Nord Stream
- Terrain d'entraînement militaire de Soloti
- Explosions en Pologne
- Bases aériennes de Dyagilevo et Engels-2
- Base aérienne de Minsk-Matchoulichtchi
- Crise russo-moldave de 2023
  - Accusations de tentative de coup d'État en Moldavie
- Incident de drone de 2023 en mer Noire
- Rébellion du groupe Wagner

Massacres
- Tchernihiv
- Boutcha
- Borodianka
- Olenivka
- Izioum

Les bombardements de Zaporijjia sont une suite de bombardements de la ville se déroulant lors de l'offensive du sud de l'Ukraine de l'invasion de l'Ukraine par la Russie de 2022. La ville et la région environnante ont été bombardées par les forces russes à de nombreuses reprises depuis le 27 février 2022, notamment par sa position stratégique qu'elle occupe le long du fleuve Dniepr dans le centre de l'Ukraine.

## Chronologie

### 2022

#### Février
Le 26 février, le 22e corps d'armée russe effectue une percée vers le nord depuis la Crimée et commence à s'approcher de la centrale nucléaire de Zaporijjia,.
Le 27 février, des combats sont signalés dans la périphérie sud de la ville, sans qu'aucune victime ne soit signalée. Les forces russes bombardent à plusieurs reprises Zaporijjia plus tard dans la soirée.
Le 28 février, le ministère russe de la Défense annonce la prise de la ville voisine d'Enerhodar, qui détient la centrale électrique,.

#### Mars
Dans la nuit du 4 mars, la centrale fait l'objet d'un bombardement par l'armée russe, lequel entraîne un incendie, selon le maire d'Enerhodar et le ministre des Affaires étrangères ukrainien Dmytro Kouleba,,,. Le porte-parole de la centrale indique que les tirs empêchent les pompiers d'intervenir. Au matin du 4 mars, l'incendie a été maitrisé et l'armée russe occupe la centrale. L'objectif stratégique est de menacer les troupes ukrainiennes se dirigeant vers la centrale hydroélectrique de Kakhovka. Le personnel en assure le fonctionnement et aucune fuite radioactive n'a été détectée. Un seul des six réacteurs est en service.
Le 8 mars, des trains d'évacuation ont continué à circuler de la ville de Zaporijjia à Lviv, Rakhiv, Khmelnytskyi, Khelm et Kovel.
Le 14 mars, les troupes russes ont détruit une station d'épuration à Vassylivka. Les eaux usées de la ville ont commencé à rejoindre le fleuve Dnipro sans aucun traitement.
Le 16 mars, vers 05:00, les Russes ont lancé une attaque à la roquette sur l'infrastructure de la gare de Zaporijjia II, endommageant les voies et le réseau caténaire et soufflant les fenêtres des bâtiments,.

#### Avril
Le 7 avril, les habitants de la ville sont avertis par des explosions dans diverses parties de la ville. Des missiles de croisière russes sont tirés sur la ville avant d'être interceptés par les forces de défense aérienne de Zaporijjia. Selon des données préliminaires, trois missiles de croisière ont été abattus et aucune victime n'est à déplorer.
Le 21 avril, à 12 h 45, la ville fait face à un nouveau bombardement près de l'île de Khortytsia dans la zone du pont de la Transfiguration. Un train de voyageurs et quatre voitures sont soufflées par l'onde de choc. À 13 h 30, un second missile touche l'île et endommage un bâtiment de type sanatorium-prophylactique. Huit civils ont été blessés.
Le 26 avril, dans la matinée, deux missiles guidés 3M-54 Kalibr russes frappent le territoire d'une des entreprises de la ville. Les infrastructures de l'entreprise sont détruits, une personne décède, trois autres sont blessées.
Dans la matinée du 28 avril, les Russes lancent une attaque au missile sur la ville à l'aide d'un missile air-sol Kh-55.

#### Mai
La ville est visée par quatre missiles de croisière le 25 mai. L'un d'eux est abattu par la défense aérienne, les trois autres touchent des sites civils dans les districts de Shevchenkivskyi et Oleksandrivskyi.

#### Juin
Les 6 et 7 juin, les troupes russes commencent à redéployer partiellement les troupes de Vassylivka du sud vers Tokmak, cependant, comme l'indique l'administration militaire régionale de Zaporijjia, les troupes russes disposent encore des forces pouvant constituer une menace pour la ville[réf. nécessaire].
Le 8 juin, les Russes auraient déployé environ 30 chars T-62 à 35 km de Zaporijjia,.
Le 20 juin, Rodion Kudryashov, haut gradé du régiment Azov, informe que les forces armées ukrainiennes lancent une attaque contre les positions des occupants dans la zone de Zaporijjia.

#### Juillet
Le 13 juillet, des bombardiers russes ont attaqué l'une des entreprises du district de Dnipro de la ville de Zaporijjia avec deux missiles de croisière. 14 personnes ont été blessées.

#### Août
Le 6 août 2022, à la suite de nouveaux bombardements près de la centrale nucléaire de Zaporijia, l'AIEA souligne le risque d'une réelle « catastrophe nucléaire » qui pourrait mettre en danger la santé publique et l'environnement en Ukraine et au delà. Trois des six réacteurs étaient opérationnels début août. Les bombardements ont endommagé un transformateur de ligne électrique haute tension, provoqué l’arrêt automatique du réacteur n°3 et le démarrage de ses groupes électrogènes de secours. Le 5 août, Energoatom assure être toujours en contact avec le site et recevoir des données sur la surveillance des radiations. Il a déclaré lundi qu'il n'y avait eu aucun changement dans les niveaux de radiations.
Le site est à nouveau bombardé le 11 août 2022 endommageant plusieurs capteurs de mesures de radioactivité. Energoatom et un responsable prorusse évoquent cinq frappes près d'un dépôt de substances radioactives, et parlent de cinq autres projectiles tombés près d'une caserne de pompiers. Au conseil de sécurité de l’ONU, l’AIEA, qui demande sans succès l’autorisation de visiter la centrale, déclare devant le Conseil de sécurité de l’ONU que « l'heure est grave ».
Le 14 août, Volodymyr Zelensky dénonce un « chantage russe » autour du site, toujours occupé par la Russie. Dmytro Orlov, le maire d'Enerhodar, précise que les tirs au mortier sur la centrale sont devenus quotidiens. Le 28 août, les autorités régionales annoncent avoir lancé une campagne expliquant à la population comment utiliser l'iode, en cas de fuite radioactive, dans un rayon de 50 kilomètres autour de la centrale. La mairie de Zaporijjia a fait distribuer des comprimés d'iode aux habitants.

#### Septembre
Dans la nuit du 2 au 3 septembre 2022, des roquettes auraient été tirées à l'aide d'un lance-roquettes multiple par l'armée russe depuis un lieu situé à proximité de la centrale nucléaire selon un article, accompagné d'une vidéo, publié par The Insider,.
Le 5 septembre, à la suite de nouveaux bombardements, le dernier réacteur en fonctionnement de la centrale de Zaporijia est déconnecté. Dans un rapport publié mardi 6 septembre par l'AIEA, les experts font part de leurs inquiétudes concernant un éventuel accident nucléaire à cause des bombardements autour de la centrale. La situation est qualifiée d' « intenable », et l'AIEA suggère la mise en place d'une « zone de sécurité » autour de la centrale nucléaire de Zaporijjia.
Le 19 septembre, les forces russes lancent de nuit huit attaques à la roquette sur les infrastructures et la banlieue de la ville. Elle est de nouveau visée dans la matinée — l'une des roquettes touche le centre régional, près du Dnipro. Le 21 septembre, le centre régional est touché à deux reprises par des roquettes de l'armée russe. Des objets d'infrastructure sont endommagés à la suite du bombardement nocturne.
Le 21 septembre, la ville est visée par cinq attaques à la roquette pendant la journée : trois personnes sont blessées, des infrastructures et des maisons privées sont endommagés. Deux obus tombent dans un champ à la périphérie de la ville.
Le lendemain, neuf roquettes tombent sur Zaporijjia. L'un d'eux percute un hôtel du parc central, provoquant la mort d'une personne et cinq blessés plus ou moins graves. À la suite de tirs, une sous-station électrique dans l'un des quartiers de la ville et des immeubles résidentiels de grande hauteur sont endommagés. À la fin de la même journée, dix autres roquettes sont tirées et abîment une douzaine de bâtiments résidentiels.
Le matin du 24 septembre, une personne est tuée et 9 autres blessées par des tirs aériens.
Le 25 septembre, les Russes lancent une attaque à la roquette sur plusieurs quartiers de la ville et l'un des villages de banlieue. Une dizaine de tirs sont enregistrés et trois personnes sont blessées. À la suite de l'attaque, une sous-station électrique dans l'un des districts de Zaporijjia a également été coupée.
Le matin du 27 septembre, les forces russes mènent 10 frappes de missiles S-300 sur des infrastructures de la ville et touchent des lignes électriques, provoquant un incendie.

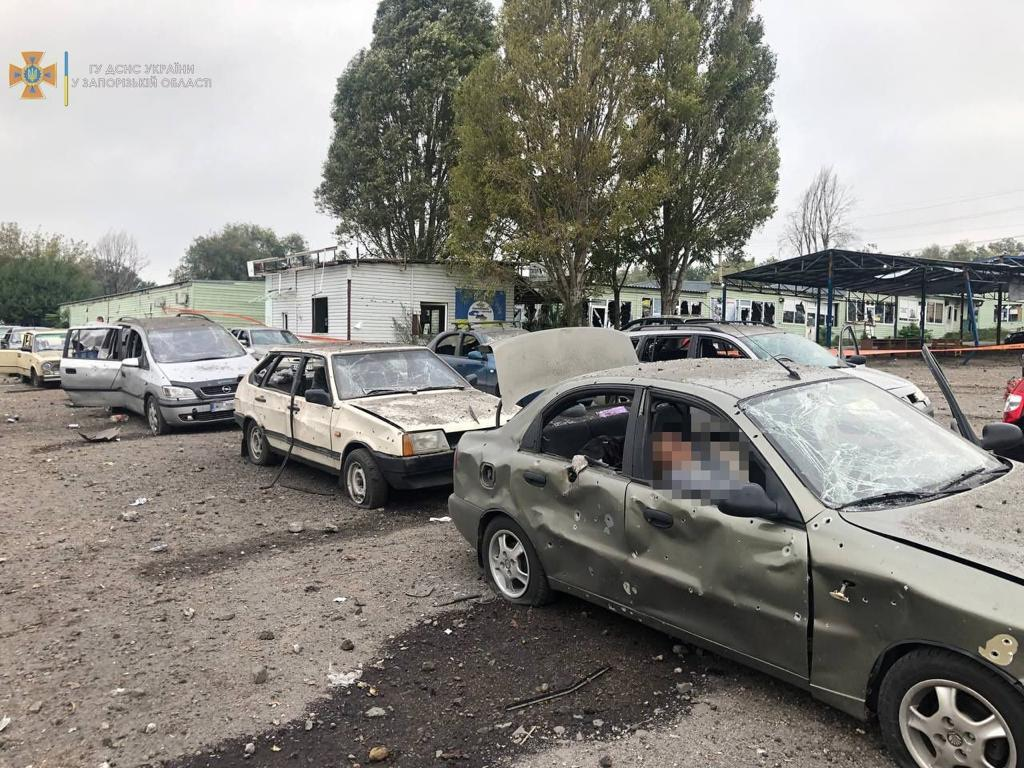
Conséquences du bombardement du convoi humanitaire le 30 septembre 2022.

Le 30 septembre, les Ukrainiens accusent l'adversaire d'avoir visé un couloir humanitaire à Zaporijjia, tuant 32 personnes et en blessant 122 autres,.

#### Octobre

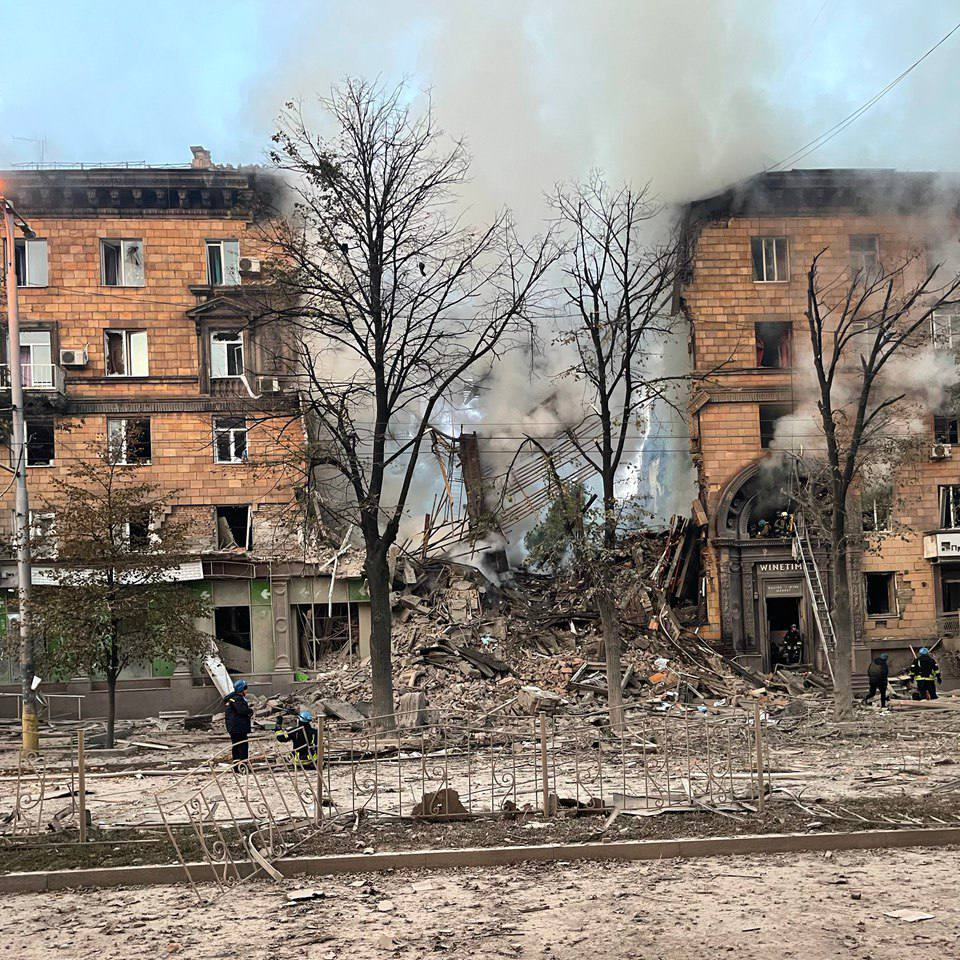
Résidences après le bombardement du 6 octobre.

Le 6 octobre à 05 h 08, de puissantes explosions retentissent : sept roquettes tombent dans le centre-ville. Dix-sept personnes décèdent (dont un enfant), 21 personnes sont secourues des décombres, dont douze seront hospitalisées,.
Dans la nuit du 7 octobre, la ville est visée pour la première fois par des drones kamikazes. Selon des informations préliminaires, il s'agit de drones iraniens Shahed-136. À 05:00 du matin, 21 personnes ont été secourues, dont 13 hospitalisées, avec deux enfants. Douze victimes sont dénombrées et au moins 15 autres personnes sont considérées comme disparues,. Vers 10 heures du matin le même jour, la ville fait de nouveau l'objet d'une attaque ; l'une des roquettes est tombée dans la cour d'un immeuble de grande hauteur.
Le 8 octobre vers 22 h 00, un incendie se déclare à la suite d'une attaque à la roquette.

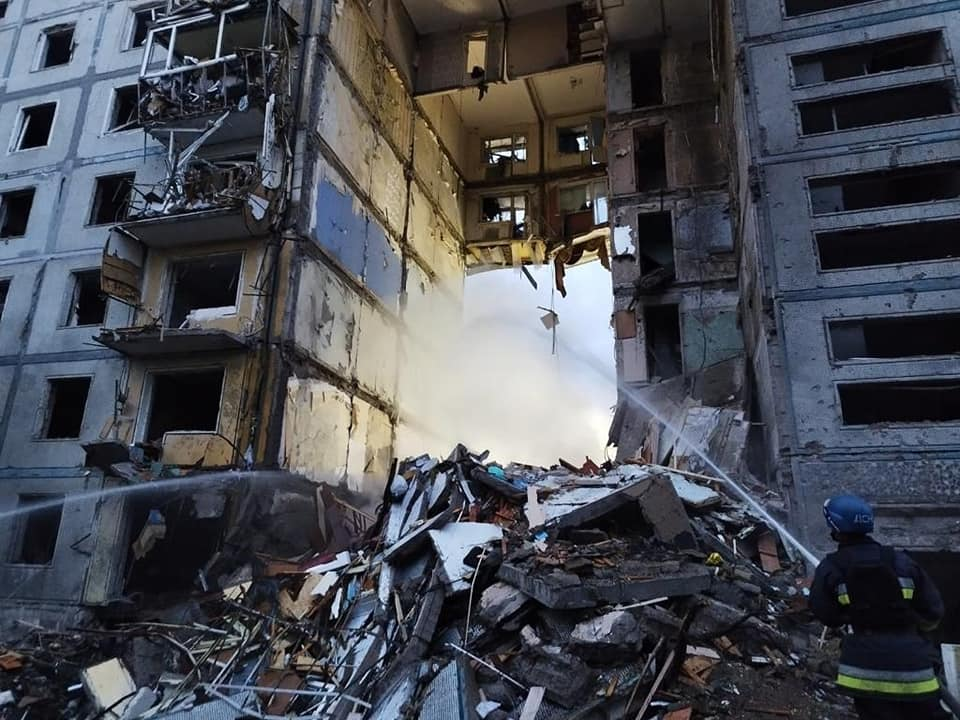
Un immeuble résidentiel après la frappe aérienne du 9 octobre.

Le 9 octobre vers 02 h 00, les forces armées russes ont lancé 12 attaques à la roquette contre des infrastructures civiles à l'aide de missiles tactiques. La plupart d'entre eux s'écrasent sur des immeubles résidentiels et des maisons privées dans l'un des quartiers de Zaporijjia. Un immeuble de neuf étages est partiellement détruit, environ 5 immeubles de grande hauteur, 20 maisons privées et 4 établissements d'enseignement sont également endommagés. Au moins 17 personnes sont décédées, environ 40 victimes hospitalisées, dont 6 enfants, et 8 personnes secourues des décombres.
Le lendemain à 01 h 45, environ sept missiles antiaériens S-300 s’abattent sur la ville, faisant au moins 8 morts.
Du 11 au 15 octobre, Zaporijjia est continuellement visée par des missiles S-300 ou des drones kamikazes Shahed-136, principalement de nuit,,,.
Le 17 octobre vers 04 h 30, 6 attaques à la roquette sur la ville sont dénombrées. La nuit suivante, les forces russes ont attaqué le centre régional à l'aide de drones kamikazes. À la suite du bombardement, un incendie s'est déclaré sur l'infrastructure.
Le 19 octobre vers 04 h 30, plusieurs missiles S-300 s'abattent sur une infrastructure critique de l'un des villages du raïon de Zaporijjia. Un incendie se déclare dans l'établissement, rapidement éteint par les sauveteurs du service des Situations d'urgence de l'État.
Le 21 octobre vers 08 h 30, les Russes attaquent Zaporijjia avec six missiles S-300. Un immeuble résidentiel, des infrastructures et un réseau de gaz sont détruits. Ceux-ci ont également pris pour cible une école dans l'un des quartiers de la ville. Selon des données confirmées, 5 personnes ont été blessées par ces attaques,.
Le 31 octobre vers 8 heures du matin, plusieurs roquettes sont lancées depuis un avion russe, suivies d'une autre attaque par des missiles russes S-300 à 10 heures. L'infrastructure de la ville subit de nouveau des dommages, notamment plusieurs immeubles de grande hauteur, un hôpital, une école et un centre culturel. À la suite des bombardements, de nombreux habitants de la ville se retrouvent sans électricité ni eau courante,.

#### Novembre
Le 6 novembre vers 00 h 34, deux missiles S-300 sont tirés sur le centre régional de la ville. L'un des missiles tombe dans un quartier résidentiel, endommageant des résidences privées ainsi que deux voitures, provoquant un incendie. L'autre explose dans un champ privé. Une personne est tuée par le bombardement.
Le 18 novembre à 22 h 35, cinq missiles S-300 sont lancés sur la ville. L'attaque endommage une usine et plusieurs immeubles de grande hauteur, tuant une personne. Le lendemain de l'attaque, plus de 120 bâtiments résidentiels se retrouvent sans chauffage, avant que le problème ne soit résolu le lendemain.
D'autres attaques sont signalées le 24 (à l'aide de BM-27 Ouragan), le 25, le 27 (deux missiles S-300) et le 30 novembre (missile S-300). Aucune victime n'est à signaler,,,.

### 2023

#### Mars

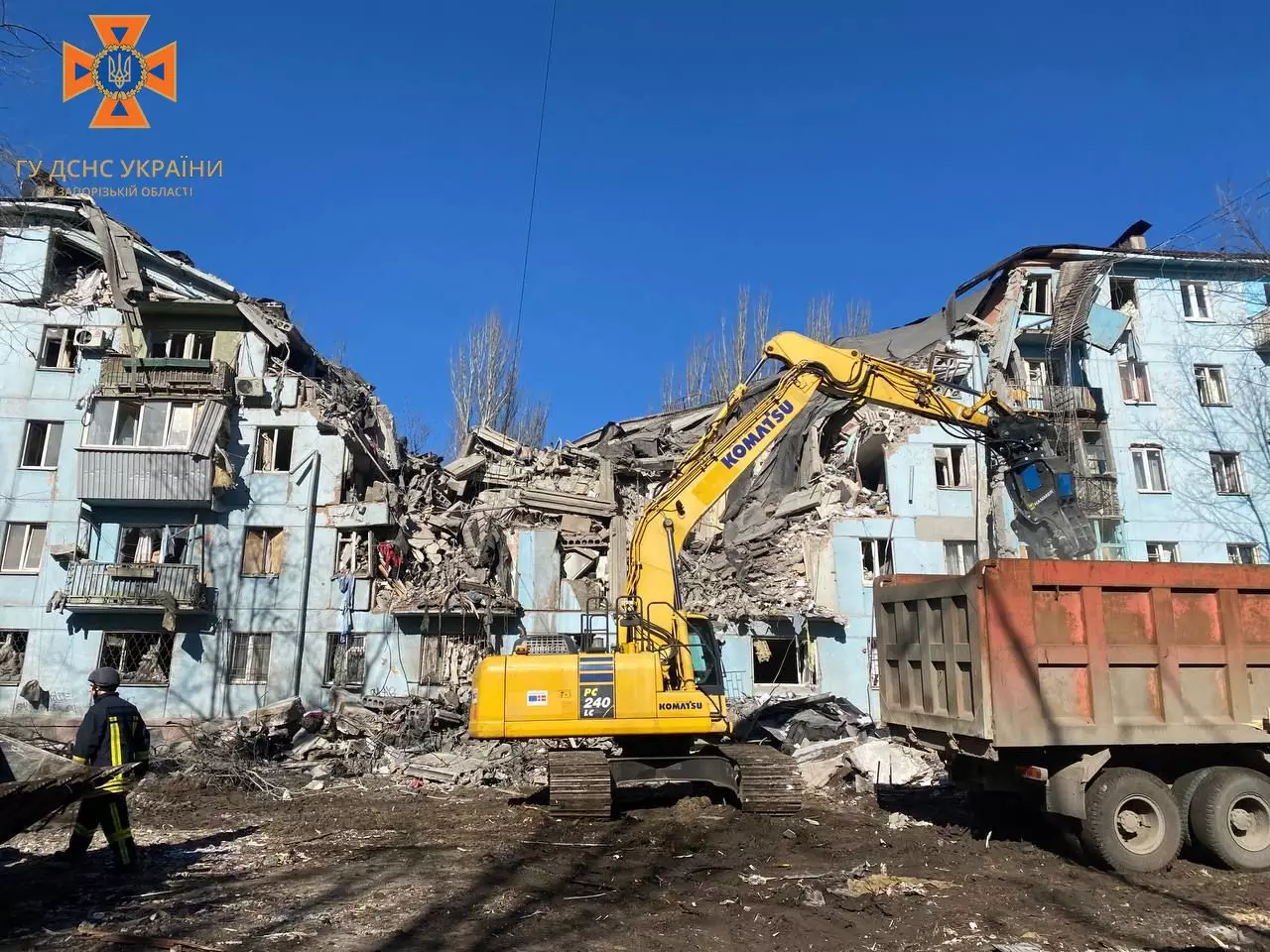
Conséquences de la frappe du 2 mars.

Dans la nuit du 2 mars, une frappe de missile russe (un missile S-300 selon les données préliminaires) détruit  partiellement un immeuble de cinq étages au 67 rue Nezavisimaya Ukrainy. 13 personnes sont tuées, 5 autres portées disparues,.
Le 22 mars, des missiles russes touchent deux immeubles résidentiels voisins. Une personne décède à l'hôpital, 34 personnes sont blessées dont 29 hospitalisées (dont trois enfants),.

#### Octobre
Le 18 octobre 2023, une attaque de missile russe détruit partiellement un immeuble résidentiel de la ville. Cinq personnes sont tuées et cinq autres blessées.